# Elkov-Kasper
Elkov-Kasper (código UCI: EKA) es un equipo ciclista checo de categoría Continental (tercera categoría); aunque durante los años 2008-2009 lo fue de una categoría superior: Profesional Continental; en los cuales el equipo no estuvo integrado en el programa de pasaporte biológico de la UCI, por lo que no pudo asistir a las carreras más importantes del calendario internacional a pesar de cumplir el primer requisito de estar en esa segunda categoría. Participa en los Circuitos Continentales UCI.

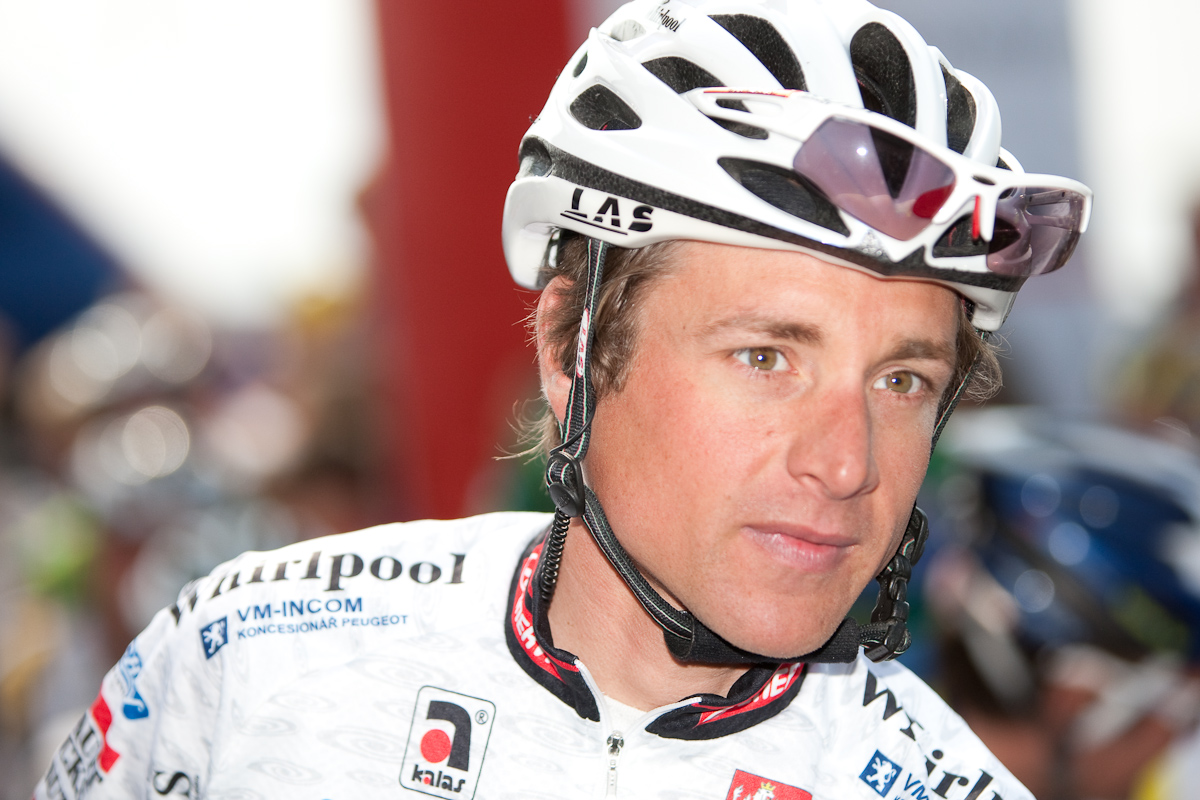
Patrik Sinkewitz.

Durante muchos años los principales patrocinadores del equipo fueron PSK (el club de deportes de la Policía), Whirlpool (una compañía que manufactura y comercializa dispositivos para el hogar) y Author (un fabricante de bicicletas).
El equipo era uno de los más potentes del Este hasta la caída del Telón de Acero (que puso fin a la Guerra Fría). La formación se convirtió en profesional en el año 2002.

## Material ciclista
El equipo utiliza bicicletas Author. Anteriormente utilizó bicicletas Fuji (los dos primeros años) y Wheeler (2006).

## Sede
El equipo tiene su sede en Hradec Králové (Prubezna 611, 500 09 ).

## Clasificaciones UCI
La Unión Ciclista Internacional elaboraba el Ranking UCI de clasificación de los ciclistas y equipos profesionales.
A partir de 1999 y hasta 2004 la UCI estableció una clasificación por equipos divididos en tres categorías (primera, segunda y tercera). La clasificación del equipo y de su ciclista más destacado fue la siguiente:
| Año  | Categoría | Clasificación por equipos | Mejor corredor en la clasificación individual | Posición |
| 2000 | Tercera   | 3.º                       | Ondřej Sosenka                                | 392.º    |
| 2001 | Tercera   | 9.º                       | František Trkal                               | 584.º    |
| 2002 | Tercera   | -                         | -                                             | -        |
| 2003 | Tercera   | 54.º                      | Martin Mareš                                  | 1453.º   |
| 2004 | Tercera   | 18.º                      | Jan Faltynek                                  | 453.º    |

A partir de 2005 la UCI instauró los Circuitos Continentales UCI, donde el equipo está desde que se creó dicha categoría, registrado dentro del UCI Europe Tour. Estando en las clasificaciones del UCI Europe Tour Ranking y UCI Asia Tour Ranking. Las clasificaciones del equipo y de su ciclista más destacado son las siguientes:
| Año                     | Clasificación por equipos | Mejor corredor en la clasificación individual | Posición |
| 2005 (Europe Tour)      | 18.º                      | František Raboň                               | 12.º     |
| 2005-2006 (Europe Tour) | 21.º                      | Stanislav Kozubek                             | 134.º    |
| 2006-2007 (Asia Tour)   | 21.º                      | Martin Mareš                                  | 56.º     |
| 2006-2007 (Europe Tour) | 42.º                      | Tomáš Bucháček                                | 183.º    |
| 2007-2008 (Asia Tour)   | 50.º                      | Petr Benčík                                   | 242.º    |
| 2007-2008 (Europe Tour) | 63.º                      | André Schulze                                 | 102.º    |
| 2008-2009 (Asia Tour)   | 30.º                      | Danilo Hondo                                  | 48.º     |
| 2008-2009 (Europe Tour) | 20.º                      | Danilo Hondo                                  | 28.º     |
| 2009-2010 (Europe Tour) | 23.º                      | André Schulze                                 | 56.º     |
| 2010-2011 (Europe Tour) | 45.º                      | Petr Benčík                                   | 154.º    |
| 2011-2012 (Europe Tour) | 58.º                      | Tomáš Bucháček                                | 281.º    |
| 2012-2013 (Europe Tour) | 60.º                      | Jiří Hudeček                                  | 136.º    |
| 2013-2014 (Europe Tour) | 45.º                      | Paweł Cieślik                                 | 85.º     |
| 2015 (Europe Tour)      | 39.º                      | Alois Kaňkovský                               | 50.º     |
| 2016 (Europe Tour)      | 45.º                      | Alois Kaňkovský                               | 280.º    |
| 2017 (Europe Tour)      | 20.º                      | Josef Černý                                   | 60.º     |
| 2018 (Europe Tour)      | 14.º                      | Josef Černý                                   | 56.º     |
| 2019 (Europe Tour)      | 20.º                      | Jan Bárta                                     | 182.º    |

## Palmarés
Para años anteriores, véase Palmarés del Elkov-Kasper

### Palmarés 2025

#### Circuitos Continentales UCI
| Fechas | Circuito | Carreras | Ganador |

#### Campeonatos nacionales
| Fechas | Carreras | Ganador |

## Plantilla
Para años anteriores, véase Plantillas del Elkov-Kasper

### Plantilla 2025
| Nombre          | Nacimiento | Nacionalidad    | Equipo 2024                           |
| Adam Bittman    | 04/01/2006 | República Checa | Neo (Rexonix Kovo Praha)              |
| Michael Boroš   | 09/08/1992 | República Checa | Elkov-Kasper                          |
| Milan Kadlec    | 27/04/2004 | República Checa | Development Team dsm-firmenich PostNL |
| Jakub Kuba      | 24/07/2005 | República Checa | Elkov-Kasper                          |
| Adam Kubelka    | 08/05/2005 | República Checa | Elkov-Kasper                          |
| Daniel Mráz     | 22/03/2004 | República Checa | Elkov-Kasper                          |
| Adam Pešek      | 08/03/2006 | República Checa | Neo (Roman Kreuziger Cycling Academy) |
| Tomáš Přidal    | 02/02/2004 | República Checa | Elkov-Kasper                          |
| Filip Samec     | 02/02/2005 | República Checa | CK Pardubice (2025)                   |
| Michal Schlegel | 31/05/1999 | República Checa | Caja Rural-Seguros RGA                |
| Matúš Štoček    | 12/03/1999 | Eslovaquia      | ATT Investments                       |
| Jakub Ťoupalík  | 17/07/2001 | República Checa | Elkov-Kasper                          |
| Matěj Zahálka   | 04/12/1993 | República Checa | Elkov-Kasper                          |
| Štěpán Zahálka  | 03/03/2006 | República Checa | Neo (Mapei Merida Kaňkovský)          |

1. ↑  Desde el 1 de julio.